# Musa celebica
Musa celebica är en enhjärtbladig växtart som beskrevs av Otto Warburg och Karl Moritz Schumann. Musa celebica ingår i släktet bananer, och familjen bananväxter. Inga underarter finns listade i Catalogue of Life.